# オーストラリアン・ナショナルサッカーリーグ
ナショナルサッカーリーグ（National Soccer League）は、オーストラリアで開催されていた国内サッカーリーグである。略称はNSL。

## 歴史と概要
長年、オーストラリアのサッカーはオセアニアサッカー連盟（OFC）の強豪として名を馳せるものの、ワールドカップサッカーでは大陸代表になっても、当時のシステムでは大陸間プレーオフを勝ち上がらないと出場できないことになっていた（その項参照）ため、1974年西ドイツ大会を最後に出場から遠ざかっていた（2006年ドイツ大会でようやく出場権獲得）。またオーストラリアのサッカーはオーストラリアン・フットボール（オージーボール）に人気が取られており、リーグ戦の観客動員も今ひとつであった。
そこでオーストラリアのサッカーのレベルアップを図るためにということで、セミプロ組織としてのナショナルサッカーリーグが創設されることになった。
大まかなシーズンの流れは、13チームの1クラス制による2回戦総当たりホーム・アンド・アウェーでリーグ戦を行い、その後上位6チームが準決勝リーグをさらに2回総当りを行い、上位2チームが優勝決定戦を争うという3ステップでリーグ戦を行うというものであった。
リーグの最後期にはパース・グローリーFCや、シドニー・ユナイテッドFC、ウーロンゴン・ウルブスなどが地域密着のチーム運営を進めつつリーグ戦で常に上位に君臨する名門チームに成長した。
その後、財政破綻の問題や民族色が強いチームがほとんどで、それぞれのチームのサポーターが衝突していた問題などを一挙に解決し、さらなるレベルアップを図るために、2005-06シーズンの大会から参加チームを8チームに厳選して完全プロリーグ「Aリーグ」と組織改編して開催することにした。Aリーグのスポンサーには、韓国のヒュンダイ・モーターズ（現代自動車）やリーボックなどがついた。

## NSLの問題とAリーグ発足の経緯
NSLは多くの問題があった。一つは財政破綻の問題である。1970年代から2004年までの間にNSLの累積赤字は日本円で約400億円に上るまでになっていた。毎年、政府はNSLに対して、補助金を支給してきたが、その使途も不透明であった。そのため、政府としてもNSL改革は急務であった。他の問題として、NSLのクラブのほとんどが移民のチームだったことがある。小都市のチームこそ、多人種混合チームも存在したが、大都市では移民のそれぞれの出身国のクラブが競い合っていた。その為、試合では民族間の代理戦争とも言えるサポーター同士の衝突が頻繁に起きた。例えば、クロアチア系移民のチームのシドニー・ユナイテッド(旧シドニー･クロアチア) (Sydney United)とギリシャ系移民のチームのシドニー・オリンピック (Sydney Olympic)の試合では、クロアチア系移民とギリシャ系移民が衝突するわけである。そのような民族色が強い移民のチーム同士のリーグ戦に一般の国民が興味を抱くわけがなく、さらにチーム間のサポーター同士の衝突もあり、一般国民にとってのサッカーのイメージは暴力的で民族色の強い移民のスポーツというものであった。オーストラリアサッカー連盟も何の手も打たなかったわけではなく、1990年代からNSLのチーム名に民族的な由来を示すような名前をつけることを禁止し、「都市名のみ」または「都市名＋愛称」の新しい名称に変えることを義務付けるなど、移民のスポーツからの脱却を図ったが、決定的な解決にはならなかった。
これらの問題を全て解決するために、2003年に就任したFrank Lowy(フランク・レービ)オーストラリアサッカー連盟会長の下、NSLを清算し、2004年11月に同国初のプロリーグAリーグを発足させた。Aリーグは『民族』ではなく、日本のJリーグ同様『地域性』をコンセプトにすえ(例えば、シドニー市民は、出自の民族に関係なくシドニーFCを応援する)、1都市1チームを原則として、民族色の強いチームを排除し、暴力的なイメージを一新させた。なお、Aリーグに加入できなかったNSLのチームは、規模を縮小し、Aリーグとは別の独自のリーグ戦を開催している。Aリーグは2005年8月より本格的にリーグ戦を開始し、Aリーグ全体平均観客動員数1万人を記録(シドニーFCは平均観客動員数1万5千人)。Aリーグは、移民のスポーツであり、マイナースポーツであるとのオーストラリアのサッカーのイメージを一新させることに成功した。

## 参加クラブ

### 2003-04シーズン
- アデレード・ユナイテッド (Adelaide United FC)
- ブリスベン・ストライカーズ (Brisbane Strikers)
- フットボール・キングズ (Football Kingz ニュージーランド)
- マルコーニ・スタリオンズ (Marconi Stallions)
- メルボルン・ナイツ (Melbourne Knigts)
- ニューカッスル・ユナイテッド (Newcastle United)
- ノーザン・スピリット (Northern Spirit)
- パラマタ・パワー (Paramatta Power)
- パース・グローリー (Perth Glory)
- サウス・メルボルン (South Melbourne)
- シドニー・オリンピック (Sydney Olympic)
- シドニー・ユナイテッド (Sydney United)
- ウーロンゴン・ウルブス (Wollongong Wolves)

## 歴代優勝クラブ
| シーズン  | 優勝                               | 準優勝                       |
| --------- | ---------------------------------- | ---------------------------- |
| 1977      | シドニー・シティ                   | マルコーニ・スタリオンズ     |
| 1978      | ウェスト・アデレード               | シドニー・シティ             |
| 1979      | マルコーニ・スタリオンズ           | ハイデルベルク・ユナイテッド |
| 1980      | シドニー・シティ                   | ハイデルベルク・ユナイテッド |
| 1981      | シドニー・シティ                   | サウス・メルボルン           |
| 1982      | シドニー・シティ                   | セント・ジョージ             |
| 1983      | セント・ジョージ                   | シドニー・シティ             |
| 1984      | サウス・メルボルン                 | シドニー・オリンピック       |
| 1985      | ブランズウィック・ジュヴェントゥス | シドニー・シティ             |
| 1986      | アデレード・シティ                 | シドニー・オリンピック       |
| 1987      | APIAライカート                     | プレストン・ライオンズ       |
| 1988      | マルコーニ・スタリオンズ           | シドニー・ユナイテッド       |
| 1989      | マルコーニ・スタリオンズ           | シドニー・オリンピック       |
| 1989-90   | シドニー・オリンピック             | マルコーニ・スタリオンズ     |
| 1990-91   | サウス・メルボルン                 | メルボルン・ナイツ           |
| 1991-92   | アデレード・シティ                 | メルボルン・ナイツ           |
| 1992-93   | マルコーニ・スタリオンズ           | アデレード・シティ           |
| 1993-94   | アデレード・シティ                 | メルボルン・ナイツ           |
| 1994-95   | メルボルン・ナイツ                 | アデレード・シティ           |
| 1995-96   | メルボルン・ナイツ                 | マルコーニ・スタリオンズ     |
| 1996-97   | ブリスベン・ストライカーズ         | シドニー・ユナイテッド       |
| 1997-98   | サウス・メルボルン                 | カールトン                   |
| 1998-99   | サウス・メルボルン                 | シドニー・ユナイテッド       |
| 1999-2000 | ウーロンゴン・ウルブス             | パース・グローリー           |
| 2000-01   | ウーロンゴン・ウルブス             | サウス・メルボルン           |
| 2001-02   | シドニー・オリンピック             | パース・グローリー           |
| 2002-03   | パース・グローリー                 | シドニー・オリンピック       |
| 2003-04   | パース・グローリー                 | パラマタ・パワー             |

## クラブ別優勝回数
| クラブ                             | 優勝回数 | 準優勝回数 | 優勝年                          |
| ---------------------------------- | -------- | ---------- | ------------------------------- |
| シドニー・シティ                   | 4        | 3          | 1977, 1980, 1981, 1982          |
| マルコーニ・スタリオンズ           | 4        | 3          | 1979, 1988, 1989, 1992–93       |
| サウス・メルボルン                 | 4        | 2          | 1984, 1990–91, 1997–98, 1998–99 |
| アデレード・シティ                 | 3        | 2          | 1986, 1991–92, 1993–94          |
| シドニー・オリンピック             | 2        | 4          | 1989–90, 2001–02                |
| メルボルン・ナイツ                 | 2        | 3          | 1994–95, 1995–96                |
| パース・グローリー                 | 2        | 2          | 2002–03, 2003–04                |
| ウーロンゴン・ウルブス             | 2        | 0          | 1999–2000, 2000–01              |
| セント・ジョージ                   | 1        | 1          | 1983                            |
| ブリスベン・ストライカーズ         | 1        | 0          | 1996–97                         |
| APIAライカート                     | 1        | 0          | 1987                            |
| ブランズウィック・ジュヴェントゥス | 1        | 0          | 1985                            |
| ウェスト・アデレード               | 1        | 0          | 1978                            |
| シドニー・ユナイテッド             | 0        | 3          |                                 |
| ハイデルベルク・ユナイテッド       | 0        | 2          |                                 |
| プレストン・ライオンズ             | 0        | 1          |                                 |
| カールトン                         | 0        | 1          |                                 |
| パラマタ・パワー                   | 0        | 1          |                                 |